# ホットスプリング郡 (アーカンソー州)

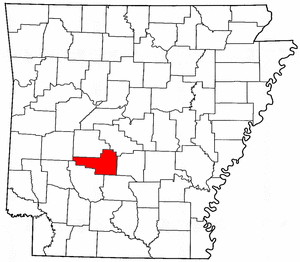
アーカンソー州内の位置

ホットスプリング郡（Hot Spring County）は、アメリカ合衆国アーカンソー州の郡である。人口は3万3040人（2020年）。郡庁所在地はマルバーンである。
ホットスプリング郡は1829年11月2日に設立され、当時この郡内にあったホットスプリングスの名を取って命名された。しかし、現在のホットスプリング郡はホットスプリングスの市域を含んでおらず、ホットスプリングス都市圏にも隣接はしているものの含まれてはいない。
ホットスプリング郡内では酒類の醸造・販売が禁じられている。

## 地理
アメリカ合衆国統計局によると、この郡は総面積1,611 km2 (622 mi2) である。このうち1,593 km2 (615 mi2) が陸地で19 km2 (7 mi2) が水地域である。総面積の1.16%が水地域となっている。

### 隣接する郡
- ガーランド郡  (北)
- セイリーン郡  (北東)
- グラント郡  (東)
- ダラス郡  (南東)
- クラーク郡  (南 & 東)
- モンゴメリー郡  (北西)

## 人口動勢
2000年の国勢調査で、この郡は人口30,353人、12,004世帯、及び8,834家族が暮らしている。人口密度は19/km2 (49/mi2) である。8/km2 (22/mi2) の平均的な密度に13,384軒の住居が建っている。この郡の人種的構成は白人87.33%、アフリカン・アメリカン10.26%、先住民0.45%、アジア0.22%、太平洋諸島系0.04%、その他の人種0.44%、及び混血1.26%である。人口の1.27%がヒスパニックまたはラテン系である。
この郡内の住民は25.10%が18歳未満の未成年、18歳以上24歳以下が8.20%、25歳以上44歳以下が26.50%、45歳以上64歳以下が24.50%、及び65歳以上が15.80%にわたっている。中央値年齢は38歳である。女性100人ごとに対して男性は95.50人である。18歳以上の女性100人ごとに対して男性は93.00人である。
この郡の世帯ごとの平均的な収入は31,543米ドルであり、家族ごとの平均的な収入は37,077米ドルである。男性は27,800米ドルに対して女性は19,461米ドルの平均的な収入がある。この郡の一人当たりの収入 (per capita income) は15,216米ドルである。人口の14.00%及び家族の10.30%は貧困線以下である。全人口のうち18歳未満の19.00%及び65歳以上の14.20%は貧困線以下の生活を送っている。

## 都市及び町
- Bismarck
- Donaldson
- フレンドシップ
- マルバーン
- ミッドウェイ
- Perla
- ロックポート (Rockport)